# Serge Panizza
Serge René Panizza, född 19 november 1942 i Paris, död 24 mars 2016 i Reims, var en fransk fäktare.

## Karriär
Vid junior-VM 1961 i Duisburg tog Panizza silver i sabel efter att slutat bakom italienske Cesare Salvadori. Vid VM 1966 i Moskva var han en del av Frankrikes lag tillsammans med Claude Arabo, Jacques Lefèvre, Marcel Parent och Bernard Vallée som tog brons i lagtävlingen i sabel. Vid VM 1967 i Montréal tog Panizza ännu ett brons i lagtävlingen i sabel, denna gången tillsammans med Claude Arabo, Jean-Ernest Ramez, Marcel Parent och Bernard Vallée.
Han tävlade för Frankrike vid två olympiska spel: olympiska sommarspelen 1968 i Mexico City och olympiska sommarspelen 1972 i München.